# Hippodrome de Charlottenlund
 (avril 2025).
Si vous disposez d'ouvrages ou d'articles de référence ou si vous connaissez des sites web de qualité traitant du thème abordé ici, merci de compléter l'article en donnant les références utiles à sa vérifiabilité et en les liant à la section « Notes et références ».
L'hippodrome de Charlottenlund (en danois : Charlottenlund Travbane) est une piste de courses attelées au Danemark, située à Charlottenlund, dans la « région de la capitale » (Hovedstaden).
L'hippodrome, surnommé Lunden, a été créé en 1891 par le Trotting Club danois (Det Danske Travselskab). Les grands événements annuels qui se tiennent à Charlottenlund sont le Derby du trot danois et la Copenhague Cup.